# Pontesbury
Pontesbury – wieś w Anglii, w hrabstwie Shropshire. Leży 11 km na południowy zachód od miasta Shrewsbury i 228 km na północny zachód od Londynu.